# 楓 (月華の剣士)
楓（かえで）は、SNKの対戦型格闘ゲーム『月華の剣士』シリーズに登場する架空の人物。担当声優は水津浩志。

## キャラクター設定
『月華の剣士』シリーズの主人公。孤児であったが、慨世に引き取られる。既に慨世の養子として育てられていた守矢と雪は義理の兄・姉に当たる。12歳のとき、嘉神慎之介によって慨世を殺害される。しかし楓は（既に嘉神はその場におらず、嘉神を斬り付けた際に血が付いた刀を守矢が握っていたことから）、慨世を殺した犯人を守矢だと誤解して斬りかかってしまう。守矢はその刀を避けもせずに受けた後、楓たちの下を離れる。その後は玄武の翁のもとで剣の修行をするが、17歳のとき、守矢を探しに旅に出る。
自分でも気付かないうちに、慨世から地獄門を守る四神の1人・青龍の力を継承している。そして、戦いの最中に『もう一人の自分』が覚醒するようになる。覚醒すると、その容貌は金髪・紅眼に変わる。普段は温厚な少年で勝利デモにも対戦相手を気遣うような台詞が見られるが、覚醒後は好戦的で傲岸不遜ともいえる性格に豹変する。しかし、いわゆる二重人格とは違うらしく、当時のSNKのスタッフによると「覚醒前の楓が覚醒後の楓の行動を悔やむ（あるいは逆に覚醒後の楓が覚醒前の楓の行動を歯がゆく思う）ということもある」とのこと。
『ネオジオバトルコロシアム』（以下、『NBC』と表記）に登場を果たした。

## ゲーム上の特徴
初代『月華の剣士』（以下『一幕』と表記）では、対戦中に「もう一人の自分」を覚醒させることができる。剣質ゲージを消費する必要はあるものの任意に発動可能だが、その間は常に体力が減少し続け、そのラウンド中は元の姿には戻れないというリスクを伴う。しかし、一度覚醒すると、あらゆる技（特に必殺技）が覚醒前と比べて高性能になり、前述のハンデを補って余りある強さを見せる。特に剣質・技で覚醒すると大変な強さを発揮する。
『第二幕 月華の剣士』（以下『二幕』と表記）で通常に選択できる楓は覚醒後での姿であり、体力の減少は無くなった。また、隠しキャラクターとして覚醒前の楓も使用可能だが、この楓は覚醒することができない。上記の通り『一幕』では覚醒後の性能が高く猛威を振るったため、『二幕』では覚醒前・覚醒後とも性能が削ぎ落とされて大幅に弱体化した。
『NBC』では『二幕』と同様の仕様になっており、覚醒後のみが使用可能。
なお、『二幕』での隠しコマンドの由来は楓の誕生日から来ている。

## 技の解説
原則的に武器による攻撃は「一刀」、武器以外の攻撃（蹴りや素手での攻撃）は「無手」もしくは「帯刀」が技名に付く。また、覚醒後はほとんどの必殺技の技名の「一刀」が「晨明（しんめい）」に変化する。

### 通常技
| 操作         | 立ち                                  | しゃがみ         | ジャンプ       | 立ち（素手）   | しゃがみ（素手） | ジャンプ（素手） |
| ------------ | ------------------------------------- | ---------------- | -------------- | -------------- | ---------------- | ---------------- |
| 弱斬り       | 一刀・横断斬                          | 一刀・下段柄打ち | 一刀・風斬り   | 無手・拳打ち   | 無手・下段拳打ち | 無手・風斬り     |
| 強斬り       | 覚醒前：一刀・櫓割 覚醒後：一刀・迅雷 | 一刀・斜上円心斬 | 一刀・嵐斬り   | 無手・拳打ち   | 無手・下段拳打ち | 無手・風斬り     |
| 蹴り         | 帯刀・下段蹴り                        | 帯刀・俊足蹴り   | 帯刀・俊足蹴り | 無手・上段蹴り | 無手・反転蹴り   | 無手・俊足蹴り   |
| 弾き         | 刹那・峻烈                            | 刹那・春雷       |                |                |                  |                  |
| ダッシュ攻撃 | 活心・稲妻                            | 活心・俊速蹴り   |                |                |                  |                  |
| 弾き後攻撃   | 一刀・神楽登り                        | 一刀・神楽登り   |                |                |                  |                  |
| 打ち上げ斬り | 一刀・神楽崩し                        |                  |                |                |                  |                  |
| 防御不可斬り | 一刀・嵐突き                          |                  |                |                |                  |                  |

### 奥義（必殺技）
一刀・疾風（はやて） / 晨明・疾風
刀を横に振るい、気の飛び道具を打ち出す。覚醒後は雷に変化する。また、覚醒前のものは『一幕』では地を走る気だったが、『二幕』では宙を飛ぶものに変わっている。
一刀・空牙（くうが） / 晨明・空牙
刀を振るいながら飛び上がる対空系の技。覚醒後は飛び上がりつつ稲妻を出現させる。覚醒前・覚醒後ともに『月華』では強で出した際に追加入力が可能だが、『NBC』では不可。
一幕での『晨明・空牙』は、出際に無敵時間があり、技に発生させる雷は、弾き・空中ガードともに不能。『二幕』では削除された。
一刀・兜割（かぶとわり）
覚醒前の強「空牙」の追加技。空中で垂直に刀を振り下ろし、相手を地面に叩きつける。
晨明・高空牙（こうくうが）
覚醒後の強「空牙」の追加技。空中でさらに上昇しつつ雷を繰り出す。

一刀・連刃斬（れんじんざん） / 晨明・連刃斬
突進して三連斬りを繰り出す技。『一幕』では連続入力技であったが、『二幕』以降は走り出して相手に接近してから自動的に三連斬りを行う。
『一幕』の晨明は、技の発生が非常に早く（通常の弱斬りよりも早い）、途中で「晨明・疾風」に派生することも可能であるなど、かなり強力である。『二幕』では技の出がかなり遅くなってしまい、連続入力式でなくなってしまったものの、ゲージ無し時限定で技中に活心・醒龍のコマンドを入力することにより一刀・疾風を出すことができる。昇華扱いなのか、技ではできない。
一刀・嵐討（あらうち） / 晨明・嵐討
コマンド投げ。腹部付近へ肘を打ち、それが決まると刀で斬りつけ最後に打ち上げる技。『二幕』以降の覚醒後は、最後の一撃が雷を纏った掌底になっている。この後、様々な技で追い討ちができる。
一刀（帯刀）・束風
前転する移動技。相手をすり抜けられる。覚醒後でも技名の「一刀」は変化しない。刀を用いない技のためか、『NBC』では「一刀」が「帯刀」（守矢の移動技「歩月」に冠されているのと同じもの）に変更されている。
晨明・追風（おいて）
『二幕』以降の覚醒後のみの技。空中から刀を振るって雷の弾を斜め下に飛ばす、空中での飛び道具。

### 超奥義（超必殺技）
覚醒
『一幕』の覚醒前のみの技。稲妻を身に受けて覚醒する。このモーションは全身無敵でガード不能だが、ダメージは0。
活心・伏龍（ふくりゅう）
目の前に刀を突き刺し、大きな稲妻を発生させる。覚醒後は稲妻の数が5本になる。
活心・醒龍（せいりゅう）
覚醒後のみの技。太いビームのような雷を纏った刀を上段から振り下ろす。

### 潜在奥義
いずれも『NBC』では使用されていない。
活心・亢龍（こうりゅう）
「伏龍」の強化版で、龍を象った雷が上下を往復しつつ前進して攻撃する。
活心・蒼龍（そうりゅう）
覚醒後のみの技。刀を逆手に持って水平に突き刺し、これがヒットするとさらに攻撃を加える乱舞系の技。止め部分は、『一幕』では「醒龍」（刀を振り上げる際にも攻撃）、『二幕』以降は地面から立ち昇る青龍を伴っての「空牙」となる。

### 乱舞奥義
活心・九頭龍（くずりゅう）
『二幕』での乱舞奥義。類型は雪や玄武の翁と同じく、スタンダードタイプ。

### その他
ジャンプ↓B（一刀・嵐斬り）
『一幕』のみ。見た目は普通のジャンプBと同じだが、弾けないという特徴がある。技表などには記載されていない。
空中攻撃の派生
『二幕』で覚醒前の楓でのみ、空中攻撃から晨明・追風のコマンドを入力することにより追加攻撃が発生する。B（強攻撃）とC（蹴り）から弱で弱攻撃が、強で強攻撃が空中にいる間、何度でも出せるが、力のみC（蹴り）からB（強攻撃）への派生しかできない。
活心・最終奥義・蒼龍・不成立
『NBC』での守矢とのアナザーダブルアサルト。「蒼龍」と同様に刀を水平に突き刺した後、反対側から守矢が「十六夜月華」で攻撃して、最後に宙に浮いた相手を「醒龍」で叩き落とす（この時に守矢も巻き込まれそうになるが「歩月」で回避する）。

## 登場作品
- 月華の剣士シリーズ
- ネオジオバトルコロシアム
- ザ・キング・オブ・ファイターズ2000（リョウ・サカザキのアナザーストライカーとして登場）
- SNKオールスター

## 関連人物
- 慨世 - 義父・剣の師匠
- 御名方守矢 - 義兄
- 雪 - 義姉
- 玄武の翁 - 玄武の守護神・剣の師匠
- 直衛示源 - 白虎の守護神